# Puerto de Oro
Puerto de Oro (en inglés: Gold Harbour), también llamado en el pasado bahía de Anna, bahía de Oro o bahía de Emparedado, es una pequeña bahía de 8 km en el sursudoeste de Cabo Carlota, con el Glaciar Bertrab siendo su cabecera, ubicado a lo largo del extremo este de la isla San Pedro, en el archipiélago de las Islas Georgias del Sur. En los comienzos de 1900. El nombre aprobado aparece para tener raíz tomada a través de uso común por sealers y balleneros, es ahora bien establecido.
Puerto de Oro es llamado así porque los rayos del sol hacen ligeros destellos amarillos sobre los acantilados por la mañana y el anochecer. No hay razón histórica o geológica particular para dar a Puerto de Oro su nombre original, el cual era de común uso entre los primeros sealers. Quizás eran inspirados en los ocasos.

## Fauna y flora
El área es una tierra de cría para los pingüinos incluyen: pingüinos rey, gentú, elefantes marinos y albatros ahumados que también se crían en la bahía, especialmente al lado oeste de la playa, a nivel de flujos de corriente glaciales. La población de pingüinos de la isla ha estado en incremento en los últimos años. En 1925, sólo se contabilizaron 1.100 pingüinos. La cifra ha incrementado hasta 300 veces desde entonces.

## Galería

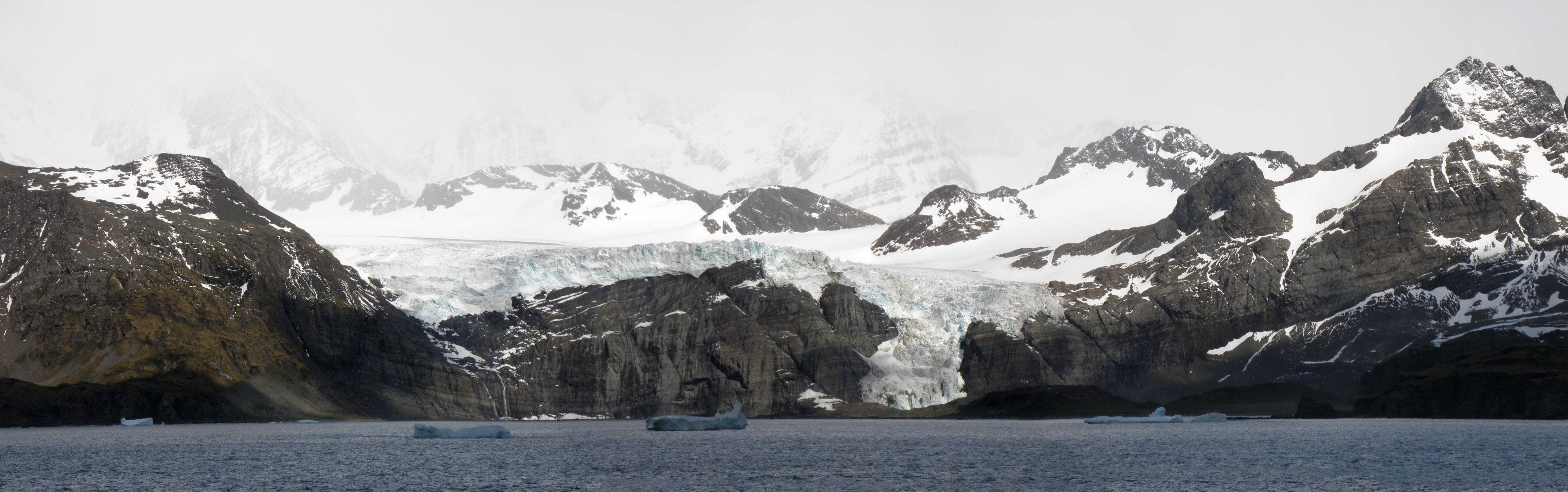
Panoramica de la bahía Gold Harbour
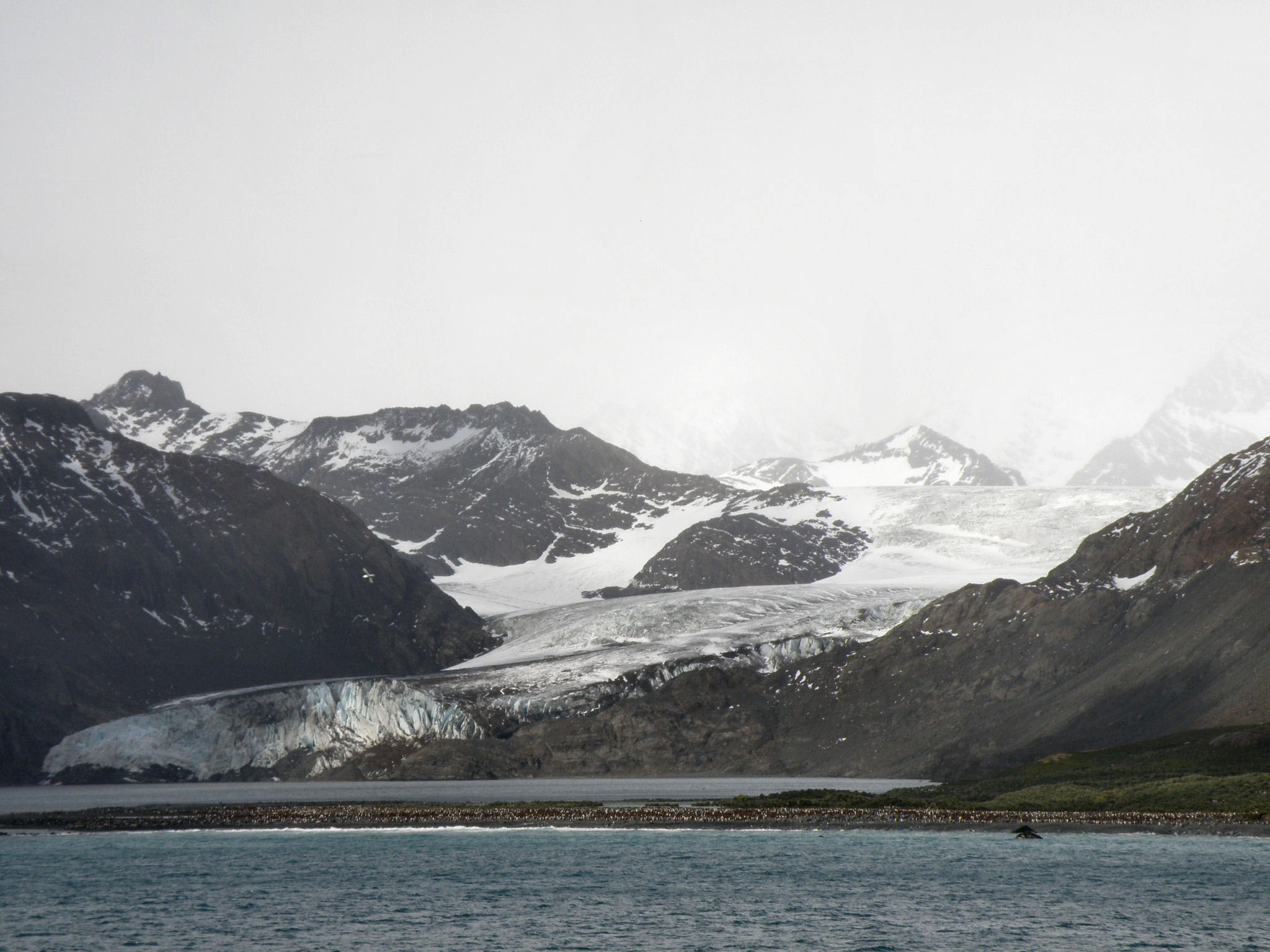
Glacial Bertrab